# Jorge Pautasso
Jorge Remigio Pautasso (ur. 13 lutego 1962 w Rafaeli) – argentyński piłkarz pochodzenia włoskiego występujący na pozycji obrońcy, trener piłkarski.